# Cololejeunea gradsteinii
Cololejeunea gradsteinii là một loài Rêu trong họ Lejeuneaceae. Loài này được M.J. Lai & R.L. Zhu mô tả khoa học đầu tiên năm 2008.